# Хейнс, Пенелопа
Пенелопа (Пенни) Хейнс (англ. Penelope “Penny“ Heyns; род. 8 ноября 1974, Спрингс, Гаутенг) — южноафриканская пловчиха, двукратная чемпионка летних Олимпийских игр 1996 года, бронзовый призёр летних Олимпийских игр 2000 года.

## Биография
Пенелопа Хейнс в 1974 году в Спрингсе. Начала заниматься спортом в 14-летнем возрасте. На летних Олимпийских играх 1992 года она была самой молодой участницей команды. На летних Олимпийских играх 1996 года она победила на дистанциях 100 и 200 м брассом, став первым человеком и единственной женщиной в истории, победившей в обеих дистанциях брассом, и первой чемпионкой по плаванию от ЮАР за 44 года. На Чемпионате мира по плаванию на короткой воде 1999 года Хейнс завоевала три серебряные медали. На летних Олимпийских играх 2000 года в Сиднее она заняла третье место на дистанции 100 м брассом. За свою карьеру она установила 14 мировых рекордов в плавании брассом.
В 1996 и 1999 годах журнал Swimming World назвал Хейнс пловчихой года. После Олимпийских игр в 2001 году она завершила спортивную карьеру. Окончила Университет Небраски-Линкольна в США, была мотивационным оратором и телеведущей, занималась бизнесом, написала автобиографию. В 2007 году она была включена в Зал Славы мирового плавания, в 2015 — в Зал Спортивной славы Университета Небраски.